# 野火止 (東久留米市)
野火止（のびどめ）は、東京都東久留米市の町域。

現行行政地名は　野火止一丁目から野火止三丁目。

郵便番号は203-0041。

## 地理
東久留米市の西部。
東から時計回りに、東久留米市小山、東久留米市幸町、東久留米市八幡町、東久留米市下里、清瀬市竹丘、清瀬市松山、新座市新堀、に隣接する。

### 河川
- 野火止用水
- 黒目川

## 小・中学校の学区
市立小・中学校に通う場合、学区は以下の通りとなる。

2025年4月現在
| 丁目   | 番地 | 小学校     | 変更承認区域 |
| ------ | ---- | ---------- | ------------ |
| 一丁目 | 全域 | 本村小学校 |              |
| 二丁目 | 全域 | 本村小学校 |              |
| 三丁目 | 全域 | 本村小学校 |              |

| 丁目   | 番地 | 中学校       | 変更承認区域 |
| ------ | ---- | ------------ | ------------ |
| 一丁目 | 全域 | 久留米中学校 |              |
| 二丁目 | 全域 | 久留米中学校 |              |
| 三丁目 | 全域 | 久留米中学校 |              |

## 交通

### 鉄道
鉄道空白地帯となる。
下記の駅が街区内・隣接街区からのバス利用等での主な利用圏内となる。
| バス移動で利用可能な駅                                                                                       |
| --- |
| 西武池袋線 - 清瀬駅(SI 15) - 東久留米駅(SI 14) 西武新宿線 - 花小金井駅(SS 18) JR中央線 - 武蔵小金井駅(JC 15) |

### バス
- 西武バス滝山営業所

…が周辺の路線を運行している。

### 道路
- 小金井街道
- 野火止通り

## 施設

### 野火止二丁目
- 東京都立久留米西高等学校
- 東京都立久留米特別支援学校

### 野火止三丁目
- 下里本邑遺跡